# Naturschutzgebiet Erlenbruch am oberen Glasmeckesiepen
Das Naturschutzgebiet Erlenbruch am oberen Glasmeckesiepen mit einer Größe von 0,5 Hektar lag im Naturpark Arnsberger Wald im nördlichen Stadtgebiet von Meschede. Bei der Neuaufstellung des Landschaftsplanes Meschede wurde das NSG dann Teil vom neuen Naturschutzgebiet Arnsberger Wald (Meschede).
Die Fläche des Naturschutzgebiets liegt außerdem innerhalb des deutlich größeren FFH-Gebiets DE-4514-302 Arnsberger Wald, wodurch sie Teil des europäischen Schutzgebietsnetzes Natura 2000 ist.

## Gebietsbeschreibung
Das in einem geschlossenen, moosreichen und naturnahen Waldbereich mit hoher struktureller Vielfalt liegende Naturschutzgebiet umfasste einen kleineren qualligen Bruchwaldbereich an mehreren namenlosen Seitensiepen der oberen Glassmecke an einem südlich exponierten Hang. Die das Naturschutzgebiet umgebenden Bereiche liegen im großflächigen Landschaftsschutzgebiet Meschede. Im Bruchwald wachsen vorwiegend Schwarzerlen. Die Quellbereiche sind besonders für Amphibien wertvoll. Es wurde eine gefährdete Pflanzenart nachgewiesen. Das NSG-Gebiet wurde 1994 als reich strukturierten Biotopkomplex von regionaler Bedeutung eingestuft.

## Schutzzweck
Wie alle Naturschutzgebieten im Landschaftsplangebiet wurde das NSG „zur Erhaltung von Lebensgemeinschaften oder Lebensstätten bestimmter wildlebender Pflanzen und wildlebender Tierarten, aus wissenschaftlichen, naturgeschichtlichen, landeskundlichen oder erdgeschichtlichen Gründen oder wegen der Seltenheit, besonderen Eigenart oder hervorragenden Schönheit einer Fläche oder eines Landschaftsbestandteils“ als NSG ausgewiesen.
Zum Schutzzweck speziell des NSG führte der Landschaftsplan 1994, neben den normalen Schutzzwecken für alle NSG im Landschaftsplangebiet, auf: „Erhaltung eines naturnahen Erlenbruchwaldes und eines wertvollen Quellgebietes als wertvoller Biotopkomplex von lokaler Bedeutung; hohe strukturelle Vielfalt; Vorkommen gefährdeter Pflanzengesellschaften; wertvoll für Amphibien; Gebiet fällt unter § 20 c BNatSchG.“

## Tourismus
Direkt am Südrand des Naturschutzgebietes verläuft ein Forst- und Wanderweg, der die Glassmecke über mehrere Kilometer begleitet. Von dort sind Blicke in den geschützten Bereich möglich. Das Naturschutzgebiet erstreckt sich auf etwa 100 m Länge nördlich des Weges und reicht etwa 50 m hangaufwärts in den Wald hinein. Da für alle Naturschutzgebiete im Hochsauerlandkreis ein striktes Wegegebot gilt und in diesem kleinen Gebiet selbst keine Wege vorhanden sind, ist das Betreten verboten.
Ein Wanderparkplatz am Plackweg befindet sich rund 350 m östlich an der Landesstraße 856 (Nähe Fernmeldeturm Meschede).